# Juan José Zúñiga
Juan José Zúñiga Macías (spanska: [ˈxwaŋ xoˈse ˈsuɲiɣa maˈsias]) är en tidigare general i Bolivia. Han deltog i kuppförsöket mot presidenten Luis Arce i juni 2024.